# 塔德乌什·柯斯丘什科纪念碑 (克拉科夫)
塔德乌什·柯斯丘什科纪念碑（波蘭語：Pomnik Tadeusza Kościuszki w Krakowie）是波兰和美国独立英雄塔德乌什·柯斯丘什科的骑马雕像，是波兰最著名的青铜雕塑之一，位于克拉科夫老城的瓦维尔城堡西侧入口。这是出生于华沙的艺术家、利沃夫大学教授伦纳德·马可尼和他的女婿，雕刻家安东尼·波普尔的作品。

## 历史

红点为柯斯丘什科雕像的位置，位于瓦迪斯瓦夫四世菱堡以北

马可尼去世后不久，新成立的塔德乌什·柯斯丘什科协会于1900年铸造了这座雕像。但是在瓜分波兰期间，奥地利政府拒绝签发安放许可证。二十年后，第一次世界大战后波兰恢复独立，1920年安放雕像。 1940年二战期间，雕像被纳粹德国摧毁。目前的雕像是复制品，1960年由德国德累斯顿赠送给克拉科夫。1978年，克拉科夫人将一件复制品送给美国底特律，以庆祝美国建国二百周年。
在柯斯丘什科的时代，1793年初，波兰已两次被邻国俄罗斯、奥地利和普鲁士瓜分。 1794年，塔德乌什·柯斯丘什科在克拉科夫的中央集市广场发动柯斯丘什科起义 which, 尽管他在拉兹瓦维卡战役取得了胜利，击败数量上占优势的俄国军队, 但仍未能避免波兰第三次也是最后一次悲惨的被瓜分。 一个多世纪以来，克拉科夫成为奥地利加利西亚省的一部分。在领导1794年起义之前，柯斯丘什科曾作为大陆军上校参加美国独立战争。1783年，为了表彰他的服务， 大陆会议授予他准将军衔，以及美国公民身份。1817年10月15日，塔德乌什·柯斯丘什科在瑞士去世，遗体最初埋葬在索洛图恩一座耶稣会教堂的地下室，一年后迁葬到克拉科夫瓦维尔主教座堂的圣良纳墓穴，紧邻他的纪念碑。。